# Vladímir Krivtsov
Vladímir Krivtsov (Unión Soviética, 23 de marzo de 1952) es un nadador soviético retirado especializado en pruebas de estilo libre, donde consiguió ser subcampeón mundial en 1973 en los 4 x 100 metros estilo libre.

## Carrera deportiva
En el Campeonato Mundial de Natación de 1973 celebrado en Belgrado (Yugoslavia), ganó la medalla de plata en los relevos de 4 x 100 metros estilo libre, con un tiempo de 3:31.36 segundos, tras Estados Unidos (oro con 3:27.18 segundos) y por delante de Alemania del Este (bronce con 3:33.33 segundos).